# Staatliche Baderverwaltung Badenweiler

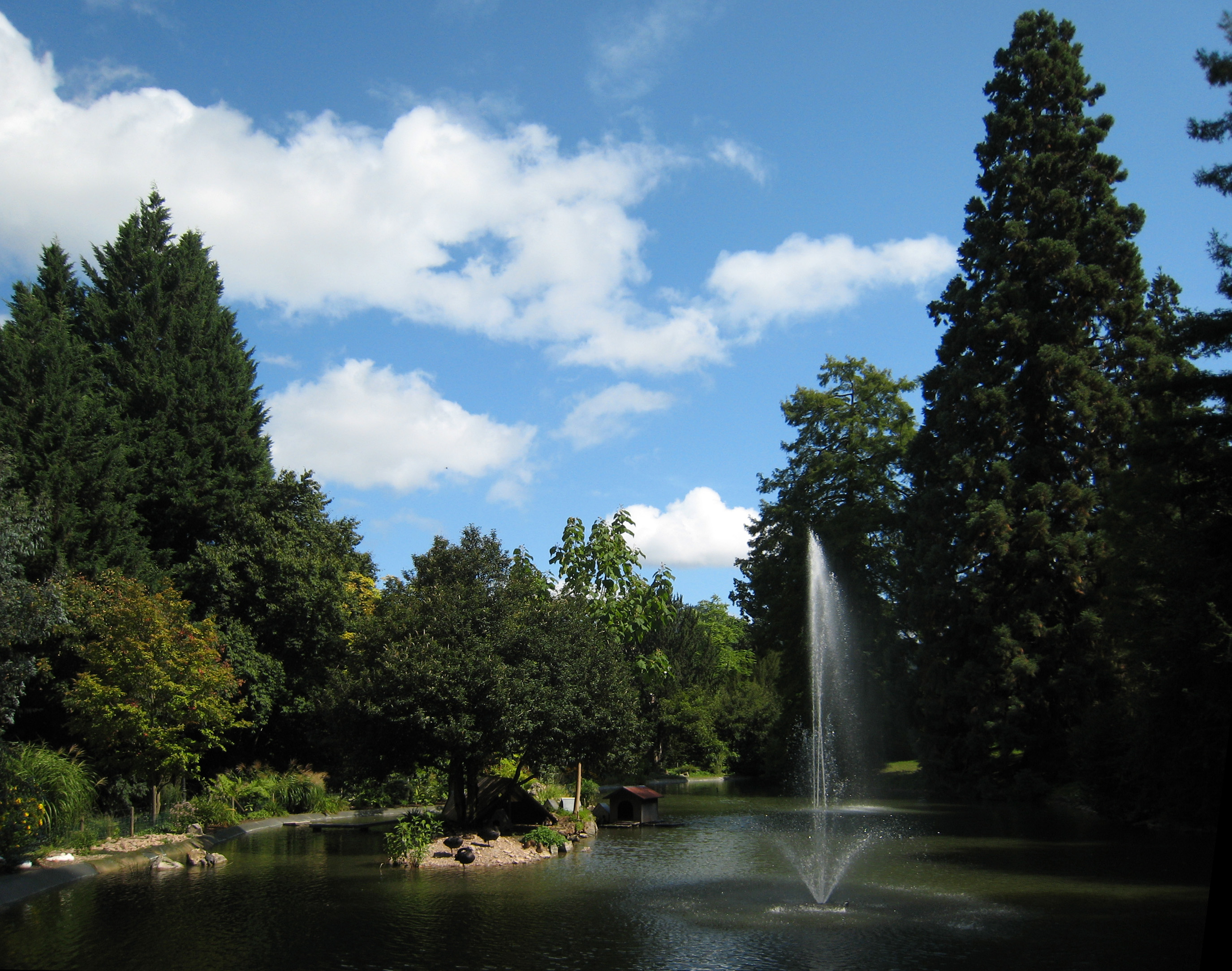
Vista del Kurpark, Badenweiler.

El Staatliche Baderverwaltung Badenweiler es un arboreto histórico ("Kurpark") de 12 hectáreas de extensión localizado en Badenweiler, Alemania. Su código de reconocimiento internacional como institución botánica así com de su herbario es BADNW. 

## Localización
Staatliche Baderverwaltung, Kaiserstrasse 5, D-79410, Badenweiler, Baden-Wurtemberg, Deutschland-Alemania.47°48′10.44″N 7°40′5.16″E / 47.8029000, 7.6681000
Está abierto a diario sin pago de entrada.

## Historia
El arboreto tiene su fecha de inicio en 1758 en que Carlos Federico I de Baden, plantó una alameda de nogales, a lo largo de la colina de las ruinas romanas, que fue extendida posteriormente entre 1824 y 1828 por Johann Michael Hofrat Zeyher (1770-1843) para crear un pequeño jardín paisajista. 
El actual; Kurpark y el arboreto, sin embargo, es sobre todo el trabajo de Ernst Kraut Inger (1824-1898), director del parque del Gran Ducado de 1850 a 1897, que recogió árboles de alrededor del mundo para crear un parque paisajista inglés. Muchos de los árboles actuales, se fechan en este período, al igual que los jardines característicos de estanques de cisnes.

## Colecciones

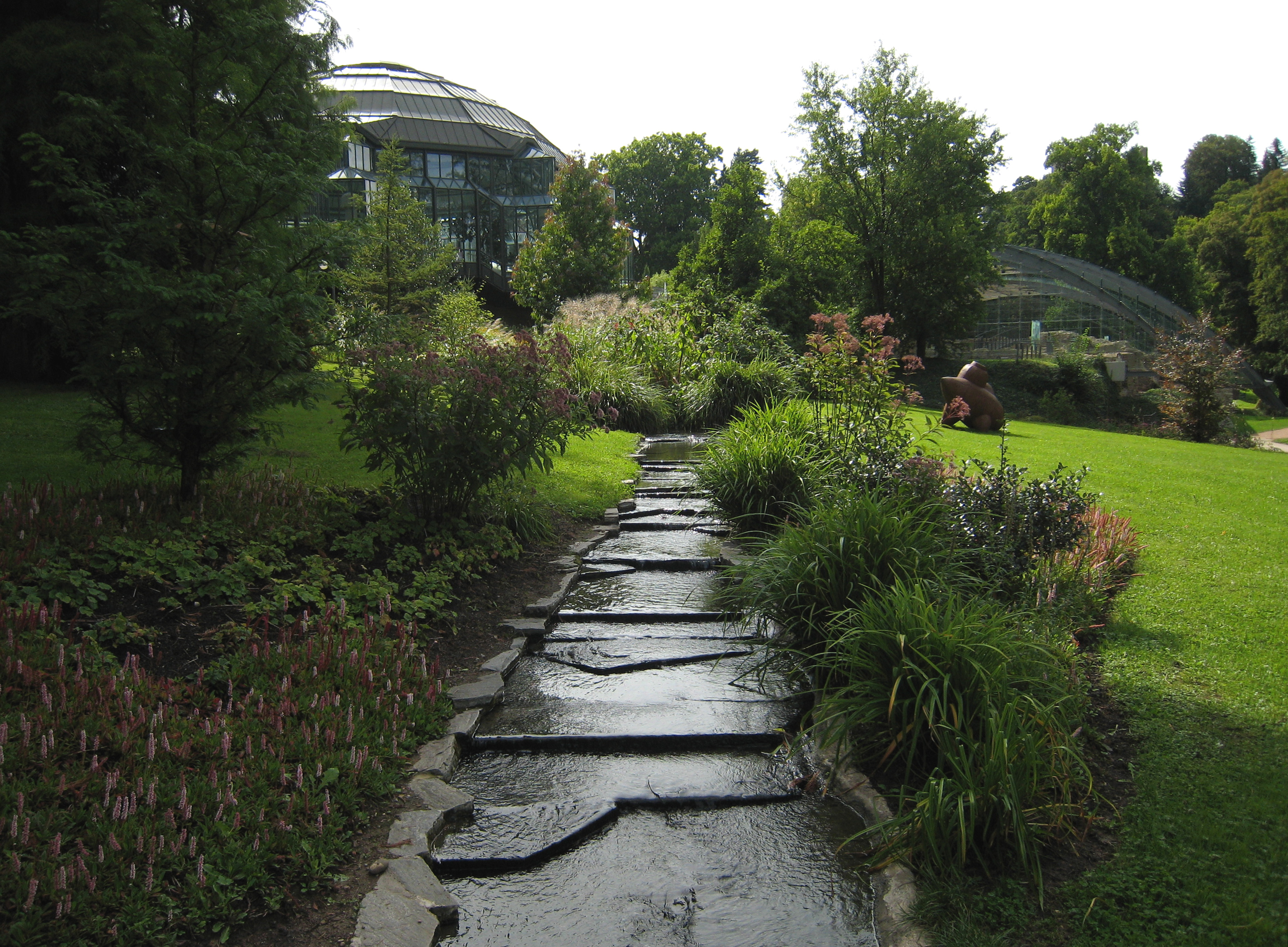
Un sendero del Kurpark, Badenweiler.

En la actualidad el jardín alberga grandes plantaciones de árboles exóticos, entre las que se incluyen sequoias, cedros, palmeras, eucalyptus, bananas, limoneros, adelfas, hibiscus, y magnolias, además de notables especímenes de Prunus, Quercus, Rosa, Sorbus y Viburnum tanto especies como variedades.
Son de destacar sus jardines de, Narcissus, Hemerocallis, e Iris ( con Iris spuria, Iris sibirica.. ) 